# Stenothoe elachista
Stenothoe elachista is een vlokreeftensoort uit de familie van de Stenothoidae. De wetenschappelijke naam van de soort is voor het eerst geldig gepubliceerd in 1975 door Krapp Schickel.